# Eccellenza Campania 1995-1996
L'Eccellenza Campania 1995-1996 è stata la quinta edizione del campionato italiano di calcio di categoria. Gestita dal Comitato Regionale Campania della Lega Nazionale Dilettanti, la competizione rappresentava il sesto livello del calcio italiano e il primo livello regionale. Parteciparono complessivamente 32 squadre, divise in due gironi.
Al termine della stagione sono state promosse alla categoria superiore Arzanese, Pro Ebolitana e Sanità: le prime due come vincitrici dei due gironi in cui è strutturata la competizione, la terza come vincitrice dei play-off nazionali.

## Stagione

### Novità
Al termine della stagione precedente, lasciarono il campionato di Eccellenza Campania le promosse Giugliano, Terzigno, Giovani Lauro, e le retrocesse Sibilla Bacoli, Campania, Afragolese, Pontecagnano Faiano, Libertas Alfaterna. Dal Campionato Nazionale Dilettanti retrocedettero tre squadre campane, l'Acerrana, il Portici e il Pro Salerno (in estate fusosi con l'Ebolitana per dar vita alla Pro Ebolitana), mentre dalla categoria inferiore furono promosse Mondragonese, Puteolana 1909, Atripalda e Sanzese, alle quali si aggiunse la ripescata Fiamma Sangiovannese.

### Formula
La quinta edizione del campionato di Eccellenza Campania era divisa in due gironi da sedici squadre ciascuno. I gironi furono stilati attraverso criteri geografici: nel girone A furono inserite dodici squadre dell'hinterland napoletano e quattro squadre del casertano; nel girone B parteciparono nove squadre della provincia di Salerno, cinque squadre della irpine e due squadre del napoletano
Le squadre si affrontarono in gare di andata e ritorno, per un totale di 30 incontri per squadra. Erano assegnati tre punti per la vittoria, uno per il pareggio e zero per la sconfitta. Furono promosse nel Campionato Nazionale Dilettanti le vincitrici di ciascun girone, mentre retrocedettero in Promozione le ultime due classificate di ciascun girone. Il piazzamento in seconda posizione garantiva l'accesso ai play-off nazionali; in caso di arrivo a pari punti di due o più squadre in una posizione valevole per la promozione o la retrocessione era prevista la formula dello spareggio per definire la posizione finale delle squadre.

## Girone A

### Squadre partecipanti
| Club                 | Città                 | Stagione 1994-1995           |
| -------------------- | --------------------- | ---------------------------- |
| Acerrana             | Acerra (NA)           | 18° nel C.N.D./H             |
| Arzanese             | Arzano (NA)           | 11° in Eccellenza Campania/A |
| Boscoreale           | Boscoreale (NA)       | 7° in Eccellenza Campania/A  |
| Ercolanese           | Ercolano (NA)         | 4° in Eccellenza Campania/A  |
| Fiamma Sangiovannese | Napoli                | 4° in Promozione Campania/B  |
| Frattese Club        | Pozzuoli (NA)         | 3° in Eccellenza Campania/A  |
| Maddalonese          | Maddaloni (CE)        | 9° in Eccellenza Campania/A  |
| Marcianise           | Marcianise (CE)       | 8° in Eccellenza Campania/A  |
| Melito               | Melito di Napoli (NA) | 6° in Eccellenza Campania/A  |
| Mondragonese         | Mondragone (CE)       | 1° in Promozione Campania/A  |
| Pietramelara         | Pietramelara (CE)     | 13° in Eccellenza Campania/A |
| Portici              | Portici (NA)          | 15° nel C.N.D./H             |
| Puteolana 1909       | Pozzuoli (NA)         | 1° in Promozione Campania/B  |
| Sanità               | Napoli                | 5° in Eccellenza Campania/A  |
| San Pietro           | Napoli                | 10° in Eccellenza Campania/A |
| Stasia               | Sant'Anastasia (NA)   | 12° in Eccellenza Campania/A |

### Classifica finale
|  | Pos. | Squadra              | Pt | G  | V  | N  | P  | GF | GS | DR  |
|  | ---- | -------------------- | -- | -- | -- | -- | -- | -- | -- | --- |
|  | 1.   | Arzanese             | 63 | 30 | 19 | 6  | 5  | 60 | 23 | +37 |
|  | 2.   | Sanità               | 61 | 30 | 18 | 7  | 5  | 35 | 11 | +24 |
|  | 3.   | Portici              | 61 | 30 | 18 | 7  | 5  | 56 | 22 | +34 |
|  | 4.   | Frattese Club        | 48 | 30 | 12 | 12 | 6  | 26 | 18 | +8  |
|  | 5.   | Puteolana 1909       | 46 | 30 | 13 | 7  | 10 | 28 | 20 | +8  |
|  | 6.   | Stasia               | 44 | 30 | 12 | 8  | 10 | 29 | 24 | +5  |
|  | 7.   | Ercolanese           | 39 | 30 | 9  | 12 | 9  | 33 | 29 | +4  |
|  | 8.   | San Pietro           | 39 | 30 | 9  | 12 | 9  | 24 | 25 | -1  |
|  | 9.   | Mondragonese         | 39 | 30 | 11 | 6  | 13 | 29 | 37 | -8  |
|  | 10.  | Melito               | 36 | 30 | 10 | 6  | 14 | 31 | 35 | -4  |
|  | 11.  | Pietramelara         | 35 | 30 | 7  | 14 | 9  | 26 | 26 | 0   |
|  | 12.  | Fiamma Sangiovannese | 35 | 30 | 9  | 8  | 13 | 28 | 36 | -8  |
|  | 13.  | Marcianise           | 34 | 30 | 9  | 7  | 14 | 25 | 39 | -14 |
|  | 14.  | Boscoreale           | 33 | 30 | 9  | 6  | 15 | 28 | 40 | -12 |
|  | 15.  | Acerrana             | 29 | 30 | 8  | 5  | 17 | 30 | 49 | -19 |
|  | 16.  | Maddalonese          | 14 | 30 | 3  | 5  | 22 | 15 | 69 | -54 |

Legenda:

      Promossa al Campionato Nazionale Dilettanti 1996-1997.

      Retrocesse in Promozione 1996-1997.

Note:

Tre punti a vittoria, uno a pareggio, zero a sconfitta.

### Spareggio 1º posto
| ??? 1996 | Sanità | 1 – 0 | Portici |  |

### Verdetti finali
- Arzanese e, dopo i play-off nazionali, Sanità promossi al Campionato Nazionale Dilettanti.
- Acerrana e Maddalonese retrocessi in Promozione.

## Girone B

### Squadre partecipanti
| Club               | Città                    | Stagione 1994-1995                  |
| ------------------ | ------------------------ | ----------------------------------- |
| Angri              | Angri (SA)               | 7° in Eccellenza Campania/B         |
| Ariano Valle Ufita | Ariano Irpino (AV)       | 14° in Eccellenza Campania/B        |
| Atripalda          | Atripalda (AV)           | 1° in Promozione Campania/C         |
| Audax Salerno      | Salerno                  | 12° in Eccellenza Campania/B        |
| Castel San Giorgio | Castel San Giorgio (SA)  | 10° in Eccellenza Campania/B        |
| Cilento            | Castelnuovo Cilento (SA) | 11° in Eccellenza Campania/B        |
| Gelbison           | Vallo della Lucania (SA) | 8° in Eccellenza Campania/B         |
| Gragnano           | Gragnano (NA)            | 2° in Eccellenza Campania/B         |
| Grotta             | Grottaminarda (AV)       | 5° in Eccellenza Campania/B         |
| Irpinia            | Mercogliano (AV)         | 9° in Eccellenza Campania/B         |
| Paganese           | Pagani (SA)              | 3° in Eccellenza Campania/B         |
| Poseidon           | Paestum (SA)             | 13° in Eccellenza Campania/B        |
| Pro Ebolitana      | Eboli (SA)               | 16° nel C.N.D./H (come Pro Salerno) |
| Sanzese            | Sanza (SA)               | 1° in Promozione Campania/D         |
| Solofra            | Solofra (AV)             | 4° in Eccellenza Campania/B         |
| Sorrento           | Sorrento (NA)            | 6° in Eccellenza Campania/B         |

### Classifica finale
|  | Pos. | Squadra            | Pt | G  | V  | N  | P  | GF | GS | DR  |
|  | ---- | ------------------ | -- | -- | -- | -- | -- | -- | -- | --- |
|  | 1.   | Pro Ebolitana      | 72 | 30 | 23 | 4  | 3  | 74 | 22 | +52 |
|  | 2.   | Atripalda          | 63 | 30 | 19 | 6  | 5  | 46 | 25 | +21 |
|  | 3.   | Angri              | 62 | 30 | 18 | 8  | 4  | 73 | 23 | +50 |
|  | 4.   | Gelbison           | 54 | 30 | 16 | 6  | 8  | 54 | 34 | +20 |
|  | 5.   | Gragnano           | 54 | 30 | 16 | 6  | 8  | 41 | 29 | +12 |
|  | 6.   | Paganese           | 45 | 30 | 14 | 7  | 9  | 36 | 23 | +13 |
|  | 7.   | Sorrento           | 43 | 30 | 11 | 10 | 9  | 50 | 36 | +14 |
|  | 8.   | Irpinia            | 39 | 30 | 11 | 6  | 13 | 34 | 40 | -6  |
|  | 9.   | Ariano Valle Ufita | 38 | 30 | 11 | 5  | 14 | 39 | 42 | -3  |
|  | 10.  | Sanzese            | 33 | 30 | 8  | 9  | 13 | 40 | 44 | -4  |
|  | 11.  | Poseidon           | 31 | 30 | 8  | 7  | 15 | 34 | 48 | -14 |
|  | 12.  | Solofra            | 29 | 30 | 7  | 8  | 15 | 27 | 54 | -27 |
|  | 13.  | Castel San Giorgio | 28 | 30 | 8  | 4  | 18 | 43 | 62 | -19 |
|  | 14.  | Grotta             | 26 | 30 | 6  | 8  | 16 | 23 | 46 | -23 |
|  | 15.  | Cilento            | 23 | 30 | 6  | 5  | 19 | 26 | 76 | -50 |
|  | 16.  | Audax Salerno      | 22 | 30 | 5  | 7  | 18 | 28 | 64 | -36 |

Legenda:

      Promossa al Campionato Nazionale Dilettanti 1996-1997.

      Eliminata ai play-off nazionali.

      Retrocesse in Promozione 1996-1997.

Note:

Tre punti a vittoria, uno a pareggio, zero a sconfitta.
- Pro Ebolitana penalizzata di 1 punto.
- Paganese penalizzata di 4 punti.

### Verdetti finali
- Pro Ebolitana promossa al Campionato Nazionale Dilettanti.
- Atripalda eliminato ai play-off nazionali.
- Cilento e Audax Salerno retrocessi in Promozione.